# Sister Roma
Michael Williams, più noto col nome d'arte del suo personaggio di drag queen Sister Roma (Michigan, 22 dicembre 1962), è un direttore artistico e attivista LGBT statunitense.
Da oltre vent'anni è uno dei membri di spicco delle Sorelle della Perpetua Indulgenza.

## Biografia
Originario del Michigan si trasferisce a San Francisco immediatamente dopo il diploma al college nel 1985. Nel 1987 crea il personaggio di Sister Roma e si unisce alle Sorelle della Perpetua Indulgenza, organizzazione no-profit che in quel periodo contava solo sei membri. Da quando ha assunto i "voti", è stato in prima linea nella guerra contro l'HIV e l'AIDS.
Inizia a lavorare nel settore della pornografia gay nel 1998 come graphic designer freelance per la Hot House Entertainment. Nel 2006 viene nominato direttore artistico, finché la casa di produzione non è stata acquistata dalla NakedSword, nel 2014. Attualmente riveste il ruolo di direttore artistico e ambasciatore globale della NakedSword.
Sister Roma è co-presentatore di un talk show on-line chiamato The Tim and Roma Show, incentrato sulla pornografia gay e altre temi legati alla comunità LGBT. Nel corso degli anni ha presentato numerosi eventi; alcune cerimonie dei GayVN Awards e dei Grabby Awards, premi del settore pornografico, eventi benefici, raccolte fondi ed altri eventi come la Folsom Street Fair.
Nel 2006 ha ottenuto una candidatura nella categoria Best Nonsexual Performance ai GayVN Awards per l'interpretazione, non sessuale, della cameriera Mona Lott in Wet Palms, soap opera porno-gay in dieci episodi. Sempre in ruoli non sessuali è apparso in vari film pornografici come Arabesque, Santo Domingo e il pluripremiato Grunts: Misconduct. È inoltre apparso in vari documentari come Gendernauts - Eine Reise durch die Geschlechter, Folsom Forever e Dragged .
Nel 2014 è stato al centro di una controversia con Facebook, reo di aver sospeso il suo account, e quelli di altre drag queen, che secondo il social network non rispettavano la real name policy, che richiede che un utente si registri con il vero nome e cognome. Sister Roma ha sostenuto la gestione scorretta, offensiva e discriminatoria, in quanto molte personalità danno più importanza al nome d'arte piuttosto che a quello anagrafico. Sister Roma e altri membri della comunità LGBT di San Francisco hanno incontrato i rappresentanti di Facebook per discutere della gestione.

## Riconoscimenti
- GayVN Awards 2010 - Personality of the Year[6]
- Grabby Awards 2011 - Wall of Fame[7]
- Cybersocket Web Awards 2015 - Best Personality[8]